# Khawkinea acutecaudata
Khawkinea acutecaudata, secondo una classificazione filogenetica (Skuja, 1948) è una specie del supergruppo Excavata appartenente alla famiglia Astasiaceae.

## Caratteristiche
Khawkinea acutecaudata vive esclusivamente in acqua dolce, ed è stata scoperta da Skuja, nel 1948, in alcuni stagni nei pressi di Uppland, Svezia.
Altri ritrovamenti sono avvenuti nel 1975 in Olanda. e nel 1983 in Polonia.

## Classificazioni alternative
Una classificazione ormai obsoleta inserisce questo genere nella sottofomaglia delle Euglenoideae, famiglia delle Euglenacee, ordine Euglenales, sottoclasse Euglenophycidae, classe Euglenophyceae, superclasse Spirocuta, infraphylum Dipilida, subphylum Euglenoida, phylum Euglenozoa, sottoregno Eozoa, Regno Protozoa, finché non si è scoperto che tali gruppi sono parafiletici..